# San Jerónimo escribiendo (Caravaggio, Roma)
San Jerónimo escribiendo es uno de los últimos cuadros de la etapa romana de Caravaggio, que guarda relación con San Jerónimo en meditación del Museo de Montserrat. Utilizó el mismo modelo que en su anterior composición, que tiene los mismos rasgos que este cuadro. Su estilo fue más tarde imitado por Diego Velázquez y Francisco de Zurbarán.
Este santo era bastante representado entre los artistas de la Contrarreforma. Entre otros extremos, porque propagó el culto a la Virgen María, algo que desdeñaban los protestantes y que era un signo de catolicismo. Aquí no se le representa con el león, que es uno de sus atributos y provenía en realidad de una leyenda medieval, sino en un entorno mucho más austero, con sus libros, estudiando, como erudito. Hay que recordar que san Jerónimo tradujo al latín la Biblia, versión conocida como la Vulgata. Como es propio de la pintura religiosa caravagista, la representación del santo se ha reducido a lo esencial: el escritorio, los libros, y un cráneo como memento mori, recuerdo de la fugacidad de la vida y del inexorable fin de todo lo terrenal.

## Robo
En 1984, la otra versión de San Jerónimo escribiendo que realizó Caravaggio en 1608 fue robada de la concatedral de San Juan de La Valeta. El lienzo fue cortado del marco. Dos años más tarde, la pintura fue recobrada tras haberse solicitado un rescate. La obra estaba dañada y precisó una restauración antes de volver a ser exhibida.